# Église de Saint-Agnan
Pour les articles homonymes, voir Saint-Agnan et église Saint-Aignan.
L’église de Saint-Agnan est une église catholique romaine située à Saint-Agnan sur la commune d’Ogy-Montoy-Flanville en Moselle. Elle fait partie de la communauté de paroisses Notre-Dame du Chemin de l'Amitié qui est une paroisse du diocèse de Metz.

## Description
L’église de style néo-roman a été entièrement reconstruite entre 1882 et 1889 grâce à la générosité de la famille Legrand de Flanville. Une petite chapelle, blottie dans un massif de sureaux à l’entrée du cimetière rappelle leur souvenir.
Sous le porche, se dressent deux vieux bénitiers en pierre dans le genre des baptistères de Fouligny et Marange vers 1700. En entrant, un beau confessionnal en chêne, œuvre de 1800 de Maurice, menuisier à Retonfey, dissimule l’escalier qui conduit aux tribunes décorées de sculptures entremêlées de croix de Malte rappelant l’appartenance de l’église à l'ordre de Saint-Jean de Jérusalem. Elles ont été réalisées en 1885 par la maison Graffe Frères de Metz.
Les rosaces et les vitraux au fond de l’église, saint Laurent et sainte Christine, ont été exécutés par la maison Höner de Nancy en 1882.
À droite de l’entrée les fonts baptismaux et, derrière une porte, une curieuse pierre scellée dans le mur nous relate le décès d’une religieuse en 1779.
Vers la nef des boiseries couvrent les murs et les bancs à mi-hauteur. Trois autels meublent l’abside et les deux petites chapelles absidiales. L’autel principal ressemble à une forteresse, il est encadré par deux jolis vitraux représentant le Sacré-Cœur et la Vierge Marie de 1857.
Les pierres de consécrations de ces trois autels portent les indications suivantes :
- l’autel principal au centre consacré par Monseigneur l’évêque Henri-Charles de Coislin, la date est effacée mais les cinq croix de Malte très visibles rappellent qu’à cette époque le prieuré appartenait à l’ordre de Saint-Jean de Jérusalem.
- 1784 pour l’autel de la Vierge à gauche, il fut consacré par Mgr l’évêque Louis-Joseph de Montmorency-Laval ;
- 1856 pour l’autel saint Joseph à droite, il fut consacré par Mgr l’évêque Paul Dupont des Loges.

Le lustre de cristal a repris sa place originale après sa restauration de 1997 et le nouvel éclairage met en valeur le plafond en châtaignier.
En ressortant nous admirons l’orgue de la manufacture Dalstein et Haerpfer de Boulay datant de 1899 et les tribunes soutenues par les trois arches romanes sculptées par les Frères Graffe de Metz en 1885, la porte en chêne à deux battants avec ferrure réalisée par Maillard, menuisier à Retonfey en 1886.
Passés les portes nous nous retrouvons dans le cimetière qui entoure toute l’église.

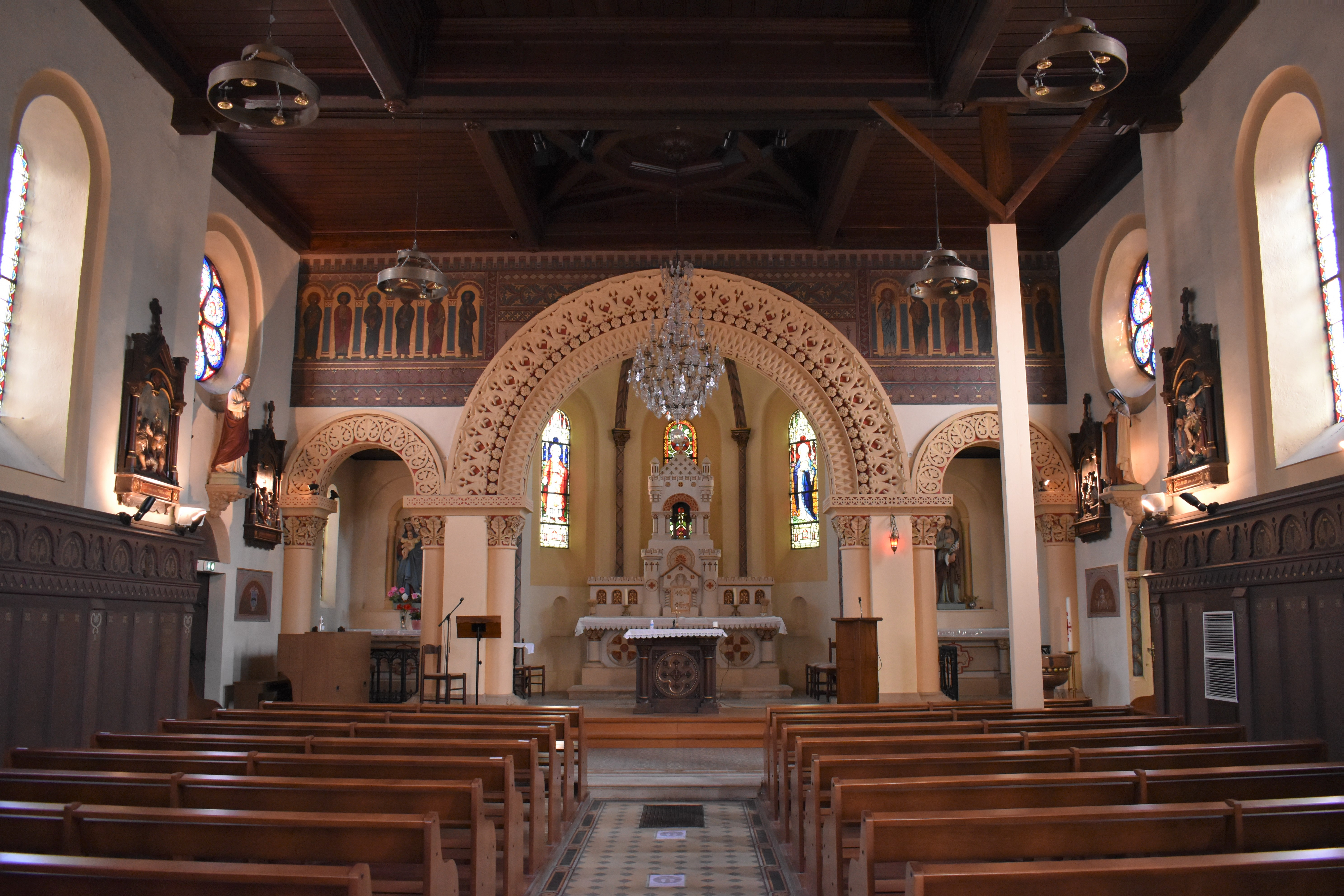
L'interieur de l'Église de Saint-Agnan

## Histoire
Les fondations de l’église sont anciennes, probablement du Xe siècle.
Le plus ancien document connu est une charte de l’an 1005 par laquelle Adalbéron II fit don de l’église et du prieuré de Saint-Agnan ainsi que de la seigneurie de Puche à l’abbaye de Neumünster dans le Palatinat (aujourd’hui Luxembourg). C’était un prieuré de Bénédictines. Depuis ce temps c’était la mère abbesse qui nommait le desservant de l’église.
L’évêque Conrad attesta cette union en 1223, puis le chapitre de la Cathédrale et enfin une bulle du pape Honorius III en 1226.
De 1327 à 1353, le curé se nommait Gerardus.
En 1390, la peste ravagea toute la région : 15 000 morts à Metz.
En 1404, Saint-Agnan semble avoir été détruit, seule l’église fut épargnée.
Un rapport, conservé aux archives de Coblence, nous rapporte par l’intermédiaire d’un frère teutonique, que le 18 septembre 1473, les messins vinrent jusqu’à Saint-Agnan pour recevoir l’empereur Frédéric III.
En 1552 les biens de l’abbaye ayant été sécularisés, Saint-Agnan fut attribué à l’ordre de Saint-Jean de Jérusalem et c’est un frère de l’Ordre, Jean Ogidius qui devint le desservant de l’église. Les biens du prieuré restèrent dans les mains des Hospitaliers de l’Ordre jusqu’en 1789.
En 1600, Saint-Agnan fut à nouveau détruit par les calvinistes avec à leur tête le sieur de Clervant, brigadier-général commandant quatre régiments de cavalerie, la chapelle Saint-Jean-Baptiste-de-la-Décollation d’Ogy et l’église de Saint-Agnan furent ruinées.
En 1607, procès à propos de Saint-Agnan entre le chapitre de Saint-Thiébault et l’ordre de Saint-Jean-de-Jérusalem qui se partageaient les dîmes. Une bulle du pape Paul V nous apprend que ce sont les religieux de Saint-Jean de Jérusalem qui nomment le curé de la paroisse.
En 1613, meurt le curé Floride Darey, il est remplacé par Antoine Marteleva sur ordre du commandeur hospitalier de l’ordre de Saint-Jean de Jérusalem, M. de Valencey.
Pendant la guerre de Trente Ans de 1618 à 1648 la région fut entièrement dévastée.
Le 1er juin 1647 une lettre de pétition du maire et des gens de Flanville demande au sieur Dugost, amodiateur de la commanderie des chevaliers de Saint-Jean de Jérusalem et au sieur Claude Julien son procurateur de réparer l’église.
Au cours d’une visite pastorale en 1684, l’évêque Georges d'Aubusson de La Feuillade prescrit au curé d’alors le sieur Goussot de « […] faire une sacristie derrière l’autel ». Confirmation donnée.
De 1694 à 1793, Flanville, Montoy et Ogy avec les annexes de Saint-Agnan, Puche, l’Amitié, Lauvallières et Petit-Montoy dépendent de l’église Saint-Agnan où se trouvent les registres communs.
C’est le commandeur hospitalier de Saint-Jean de Jérusalem qui a toutes les dîmes en 1697.
Marc Antoine Claudin, né à Briey le 5 février 1748, prêtre à 24 ans, fut nommé curé de Saint-Agnan le 14 mai 1787. À la Révolution il refusa de prêter serment à la Constitution et fut dénoncé par la municipalité d’Onville, où il avait des biens. Il fut inscrit sur la liste des déportés de Moselle et ses biens furent confisqués en 1793, notamment une maison à Flanville. Sa sœur veuve de François Beauchamp et les héritiers de son autre sœur, Marguerite Françoise Legrand rachetèrent ses biens et se partagèrent 176 francs) de rente au capital de 5855,85 francs.
En 1802 : un incendie a ravagé l’église et n’a laissé que quatre murs. En 1819, il faut démolir le clocher jusqu’à l’endroit où il menace ruine.
En 1827 : vente de l’église Saint-Nabor de Colombey, la cloche descendue est transférée à Saint-Agnan.
3 janvier 1841 : l’église est trop petite pour la population de la paroisse, le clocher menace ruine.

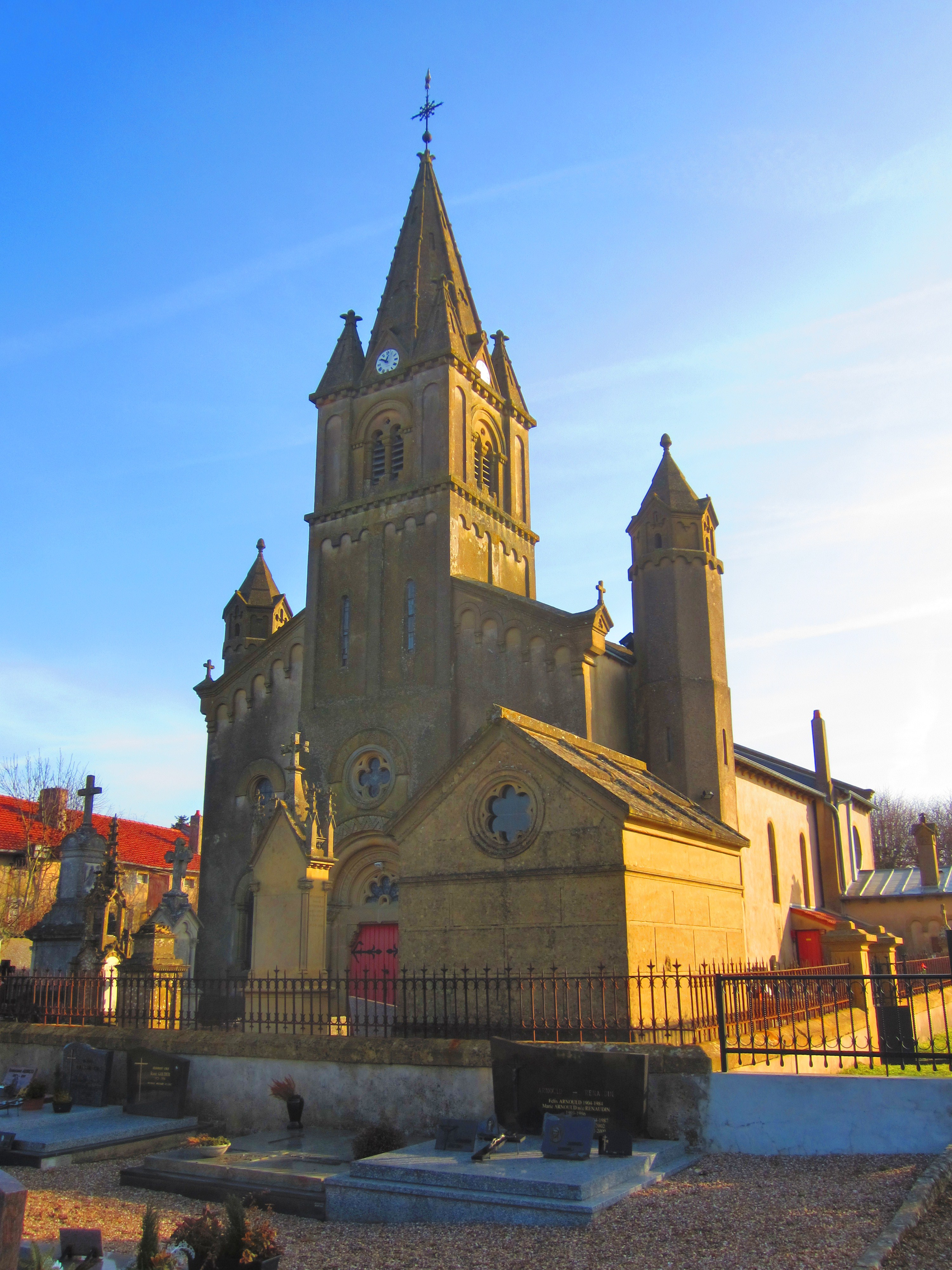
Clocher de l’église, chapelle de la famille Legrand dans le cimetière

1856 : reconstruction de l’église suivant les plans de l’architecte d’Allonville.
Après la guerre de 1870, tous les registres et actes religieux de la paroisse étaient détruits. Le 24 septembre 1871, le conseil de fabrique réuni en séance extraordinaire indique que le mobilier de l’église a beaucoup souffert pendant le siège de Metz et se déclare incapable de prendre part dans les frais de restauration du presbytère.
1877 : reconstruction du clocher par Jean-Pierre Pallez, entrepreneur de travaux publics à Retonfey.
1882 : Mme Legrand informe monsieur le maire de Coincy de son intention de faire faire à ses frais un plafond en bois à l’église de Saint-Agnan.
1884 : nouvelle sacristie, l’église a été restaurée et modifiée dans les styles néo-romans par MM. les architectes Kril et Jacquemin de Metz de 1882 à 1889 grâce à la générosité de Mme Estel Legrand de Flanville.
En 1917, le ministre de la guerre refuse la requête du curé Arnold de conserver comme cloche de sonnerie la grosse cloche. Les deux grosses cloches de 1892 sont descendues par une escouade de soldats du fort de Mercy-le-Haut du 17 au 25 septembre et sont livrées pour être fondues et servir au but de la guerre.
15 juin 1923 : fondation perpétuelle de la fête du pèlerinage de la saint Agnan.
15 juin 1924 : baptême des trois cloches :

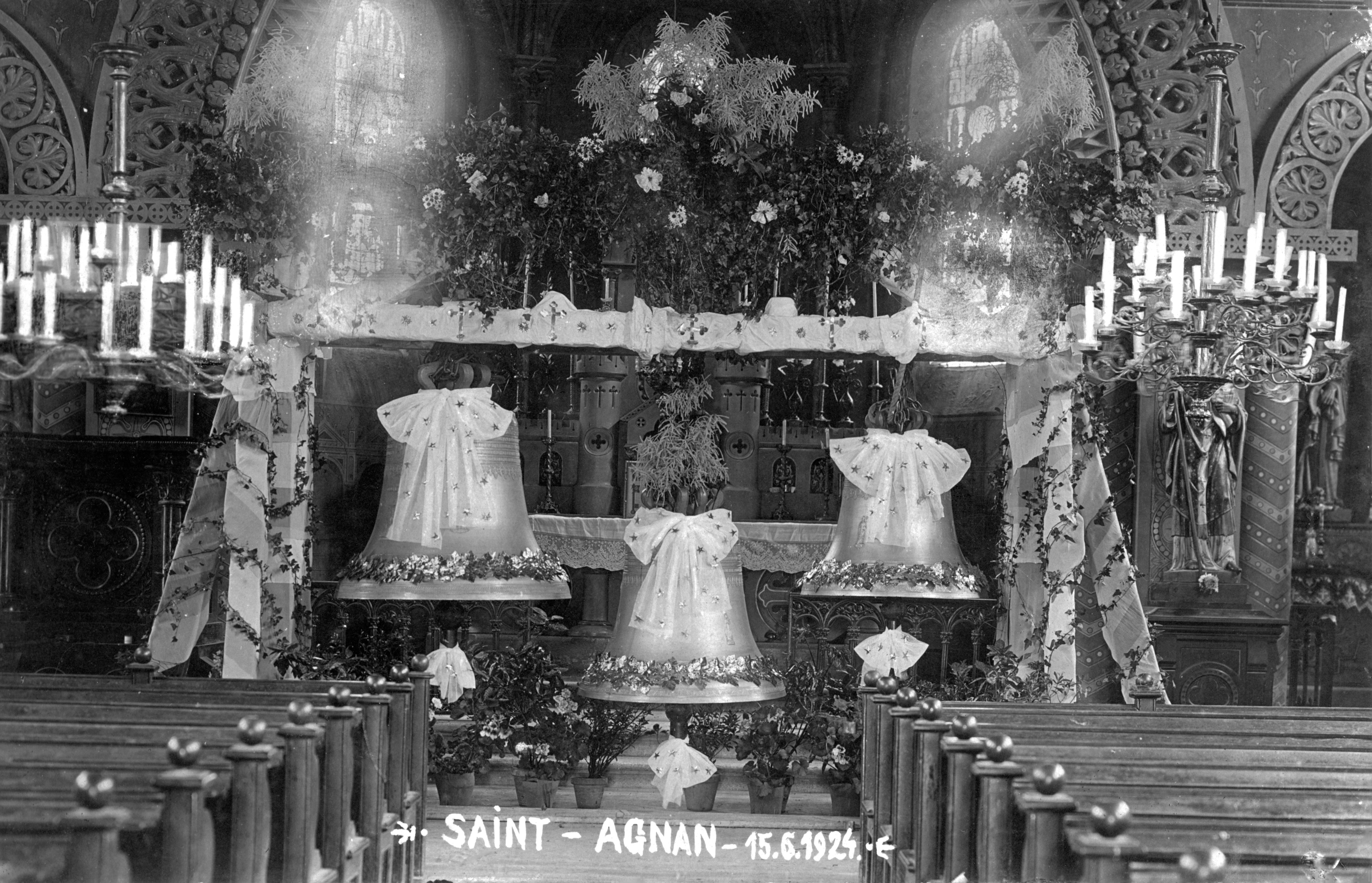
Baptême des trois cloches, juin 1924

- Gabrielle Augustine : « Deum laudo - Je loue Dieu » ;
- Marie Melanie : « Mortuos plango - Je pleure les défunts » ;
- Saint-Agnan : « Vivos voco - J’appelle les vivants »[2].

1929 : électrification de l’église et des cloches.
1931 : travaux de réfection de la toiture.
6 septembre 1997 : inauguration de la rénovation intérieure.

## Cure de Saint-Agnan
- 1327-1353 : Gerardus
- -1871 : Giraud
- 8 janvier 1871-? : Michel
- -1997 :  Abbé Jean-Luc